# Муње!
Муње! је српски хумористички филм из 2001. године. Режирао га је Радивоје Андрић, а сценарио је написао Срђа Анђелић. Главне улоге тумаче Борис Миливојевић, Сергеј Трифуновић, Никола Ђуричко, Маја Манџука, Милица Вујовић, Небојша Глоговац и Зоран Цвијановић, док се као специјални гост појављује Душан Савић. Радња прати двојицу музичара у успону који желе да издају плочу и траже помоћ од школског друга кога су малтретирали као деца.
Године 2023. је снимљен наставак, под називом Муње: Опет!. Андрић и Анђелић су поново били режисер и сценариста, док су своје улоге репризирали и Трифуновић, Миливојевић, Ђуричко, Манџука и Вујовићева.

## Радња
Радња ове урбане комедије одиграва се током једне вечери током 1990-их у Београду. Маре и Поп су двојица пријатеља који су одрастали заједно. Они су одувек желели да постану музичари, док је Гојко, њихов школски друг кога су задиркивали као деца и дали му надимак „Сиса”, постао успешан бизнисмен, власник клуба и музичког студија.
Поп и Маре траже од Гојка да им помогне да издају албум, али Гојко није заборавио задиркивање које је трпео у детињству и намерава да им се освети. То је дуга ноћ у Београду, а уз пут се Поп и Маре заинтригирају девојком по имену Ката, која је, испоставља се, Гојкова девојка. Упознају и Катину другарицу Лолу, певачицу почетницу која нема пратећи бенд и тражи помоћ од Гојка.
Док се возе ка журки, Поп, Маре и Ката наилазе на провалника маскираног у Деда Мраза како пљачка апотеку. Пошто га скоро ухвати полиција, они му дозвољавају да се придружи у колима. У међувремену, Гојко открива Лоли да планира да искористи новац који су му дали Поп и Маре за снимање Лолине демо-траке. Лола одмах зове Марета и каже му за Гојков план, након чега он, Поп и Ката покушавају да смисле начин да поврате њихову касету и новац.
Пре него што се Ката суочи са Гојком у његовом клубу, он раскида с њом, што је наљути и она одлази. Без јасног плана, настављају да се возе по граду док их не заустави пандур који им прети хапшењем због дроге, али затим открива да је симпатизер опозиције и да му није много стало до посла, па решава да им се придружи из досаде.
Док седе испред клуба, сусрећу фудбалера Душана Савића, који их мотивише да се супротставе. Уз пандурову помоћ, Маре и Ката улазе у Гојков клуб и започињу обрачун. У исто време, Лола и њен импровизовани бенд почињу концерт у истом клубу. Маре и Ката беже са касетом и новцем и признају једно другом љубав, док се Поп повезује са Лолом. Након што проведу остатак ноћи у колима, Ката и Лола одлазе рано ујутру. Марко и Поп такође одлазе, а кола им узимају Деда Мраз и пандур.

## Улоге
| Глумац            | Улога                                    |
| ----------------- | ---------------------------------------- |
| Борис Миливојевић | Марко Лукић „Маре”                       |
| Сергеј Трифуновић | Поповић „Поп”                            |
| Маја Манџука      | Ката                                     |
| Милица Вујовић    | Лола                                     |
| Зоран Цвијановић  | Предраг „Деда Мраз”                      |
| Небојша Глоговац  | Пандур                                   |
| Никола Ђуричко    | Гојко Сиса                               |
| Душан Милашиновић | Миланче                                  |
| Душан Савић       | самог себе                               |
| Игор Бракус       |                                          |
| Данијела Врањеш   | комшиница / виолинисткиња                |
| Нада Анђелић      | Маретова мајка                           |
| Весна Тривалић    | Глас Попове мајке / глас Пандурове мајке |
| Марко Ковијанић   | Раја                                     |
| Ли Дејвис         | амерички агент                           |

## Музика из филма
Издавачка кућа Б92 је 22. марта 2001. године објавила компилацију с музиком из филма Муње!.
| №               | Назив                        | Извођач(и)                                                 | Трајање |  |
| 1.              | Случајни пролазник (Јонеско) |                                                            | 0:37    |  |
| 2.              | Излазим                      | Канда, Коџа и Небојша                                      | 3:58    |  |
| 3.              | Голгетер                     | Бранислав Ковачевић, Дарко Обрадовић                       | 2:04    |  |
| 4.              | Србија! Србија!              |                                                            | 0:43    |  |
| 5.              | Ризлу имаш личну карту немаш | Месо                                                       | 3:27    |  |
| 6.              | Љубав, а?                    | Бранислав Ковачевић, Дарко Обрадовић                       | 1:14    |  |
| 7.              |                              | Неочекивана сила која се изненада појављује и решава ствар | 6:02    |  |
| 8.              | Девојке, младићи и остало    |                                                            | 0:21    |  |
| 9.              | Први поглед твој             |                                                            | 4:00    |  |
| 10.             | Суперстар                    | Дарко Џамбасов и Фртаљ Буквара                             | 3:11    |  |
| 11.             | Мноштво риба                 | Бранислав Ковачевић, Дарко Обрадовић                       | 1:05    |  |
| 12.             | Преко пута Африке            |                                                            | 0:23    |  |
| 13.             | Диско даса (инструментал)    | Сова                                                       | 3:24    |  |
| 14.             |                              |                                                            | 4:14    |  |
| 15.             | Америчке зуце                |                                                            | 0:28    |  |
| 16.             | Ново светско чудо            |                                                            | 3:47    |  |
| 17.             | Муње ()                      | Бранислав Ковачевић, Дарко Обрадовић                       | 2:50    |  |
| 18.             | Душан има поуку              |                                                            | 0:49    |  |
| 19.             | Доста напето                 | Бранислав Ковачевић, Дарко Обрадовић                       | 1:19    |  |
| 20.             | Запремина ()                 |                                                            | 6:03    |  |
| 21.             | Муње!                        | Мао                                                        | 3:59    |  |
| 22.             | Лоша деценија                |                                                            | 0:43    |  |
| Укупно трајање: | Укупно трајање:              | Укупно трајање:                                            | 54:41   |  |

## Пријем

### Успех
Муње! су постигле велики успех у Србији, где га је видело више од 500.000 људи, као и осталим бившим југословенским републикама.

### Награде
- Врњачка Бања: Трећа награда за сценарио.[8]

## Занимљивости
- Лик Гојка Сисе, ког тумачи Никола Ђуричко, појављује се у гостујућој улози серије Миле против транзиције у епизоди „Ово-оно, шта ти ја знам, Милетов бизинис или Приватизација”.